# Шмидт, Роберт (физиолог)
Роберт Франц Шмидт (нем. Robert Franz Schmidt, 16 сентября 1932, Людвигсхафен-ам-Райн — 13 сентября 2017) — немецкий физиолог, профессор.

## Биография
Родился 16 сентября в 1932 году, в городе Людвигсхафен-ам-Райн.
В 1953 году окончил гимназию во Франкентале и в этом же году начал медицинское образование в Гейдельбергском университете, который окончил в зимнем семестре, с 1958 на 1959 год. После окончания интернатуры и хирургической ординатуры в период от 1 мая 1959 года по 31 октября 1960 года в Гейдельбергском университете, а также в клинике Бетаниен в Гейдельберге, получил вторую докторскую степень и ему была присуждена ученая степень Ph.D, 21 марта 1963 года, Австралийским национальным университетом, в городе Канберра.
С 1971 по 1982 годы Шмидт был профессором и директором Института Физиологии при Кильском университете
Роберт Франц Шмидт был директором Института Физиологии при Вюрцбургском университете С 1982 по 2000 год.
С 1 октября 2000 года стал заслуженным профессором физиологии медицинского факультета Вюрцбургского университета. В 2001 году, почетный профессор при медицинском факультете Тюбингенского университета.
Умер 13 сентября 2017 года.

## Научная деятельность
Совместно с Г. Тевсом написал книгу «Физиология человека», которая также была переведена на русский язык, под редакцией академика П. Г. Костюка.
Шмидту принадлежат многочисленных научных публикации .